# Centro de Arte Gráfico Pratt
El Centro de Arte Gráfico Pratt también llamado Centro Gráfico Pratt fue un taller de impresión y galería en Nueva York. El Centro se desarrolló a partir del Centro de Arte Gráfico contemporáneo Margaret Lowengrund. En 1956 Fritz Eichenberg fue el director del Centro hasta el año 1972. (Las fuentes discrepan sobre si Lowengrund o Eichenberg debería de ser considerado el fundador del Centro de Arte Gráfico Pratt, o si Eichenberg fue el fundador.) El Centro estuvo asociado con el Pratt Instituto, proporcionando un espacio específicamente para printmaking. Fue utilizado por ambos alumnado y artistas incluyendo Jim Cena, Robert Motherwell, Barnett Newman, y Claes Oldenburg. El Centro también publicó una revista, la prueba del Artista editado por Eichenberg y Andrew Stasik, y tuvo un espacio de exposición. El Centro de Arte Gráfico Pratt se cerró en 1986.
La Galería Nacional del arte en Washington D. C. ha recogido las publicaciones gráficas del Centro de Arte Gráfico Pratt. Los artistas que están incluidos en esta colección son:
- Al Blaustein
- Luis Camnitzer
- Albert Christ-Janer
- Roberto De Lamonica
- Arthur Deshaies
- Lucy Durand-Sikes
- Leonard Edmondson
- Fritz Eichenberg
- Barbro Forslund
- Sid Hammer
- Shigeru Izumi
- Lynda Kalman
- Ruth Kerkovius
- Po-Hyun Kim
- Michael Knigin
- Yasuhide Kobashi
- Lee Krasner
- Jacob Landau
- Seong Moy
- Carl Pickhardt
- Stephen Poleskie
- Michael Ponce de León
- Clayton Pond
- Walter Rogalski
- Clare Romano
- Andrew Stasik
- Valerie Thornton
- Vasilios Toulis
- Ansei Uchima
- Murray Zimiles